# Microspingus erythrophrys
A Microspingus erythrophrys a madarak osztályának verébalakúak (Passeriformes) rendjébe és a tangarafélék (Thraupidae) családjába tartozó faj.

## Rendszerezése
A fajt Philip Lutley Sclater angol ügyvéd és zoológus írta le 1881-ben, a Poospiza nembe Poospiza erythrophrys néven. Egyes szervezetek jelenleg is ide sorolják.

## Alfajai
- Microspingus erythrophrys cochabambae Gyldenstolpe, 1941
- Microspingus erythrophrys erythrophrys P. L. Sclater, 1881[2]

## Előfordulása
Az Andok keleti lábainál, Argentína  és Bolívia területén honos. Természetes élőhelyei a szubtrópusi és trópusi hegyi esőerdők. Állandó, nem vonuló faj.

## Megjelenése
Testhossza 14 centiméter.

## Természetvédelmi helyzete
Az elterjedési területe nagyon nagy, egyedszáma pedig stabil. A Természetvédelmi Világszövetség Vörös listáján nem fenyegetett fajként szerepel.